# جوني جنكينز
جوني جنكينز (بالإنجليزية: Johnny Jenkins)‏ هو سائق سيارة سباق ومهندس أمريكي، ولد في 11 نوفمبر 1875، وتوفي في 26 نوفمبر 1945.

## روابط خارجية
- جوني جنكينز على موقع DriverDB.com (الإنجليزية)